# Doce (banda)
Doce fue una banda de pop portuguesa de la década de 1980 conformada por cuatro mujeres. La banda es conocida por su participación en el Festival de la Canción de Eurovisión 1982.

## Biografía
El grupo vio la luz en 1979, con las integrantes: Fátima Fá Padinha, Teresa Miguel, Lena Coelho y Laura Diogo.
En enero de 1980 editan el sencillo "Amanhã de Manhã". A continuación concurren al Festival RTP da Canção de ese año con el tema "Doce" que acaba en segundo lugar.
En 1980 es editado el primer álbum del grupo, OK KO.
Regresan al Festival RTP da Canção en 1981 com el tema "Ali-Bábá" que acaba en 4º lugar. El álbum É Demais es editado en octubre de ese año.
Finalmente vencen en el Festival RTP da Canção de 1982 con el tema "Bem Bom". Con esta victoria alcanzaron el objetivo de participar en el Festival de la Canción de Eurovisión 1982 celebrado en Harrogate, Reino Unido. Las Doce fueron las encargadas de abrir el festival, acabando en 13.ª posición de un total de 18 países.
En 1983 graban varias canciones en inglés como "For The Love Of Conchita", "Starlight", "Rainy Day", "Steping Stone" y "Choose Again". 
Vuelven a participar en el Festival RTP da Canção de 1984 con "O Barquinho da Esperança", donde finalizan en quinta posición.
La banda se disolvió en 1987.
En 2020 se anuncia que la banda tendrá su propia película bajo el título Bem Bom.

## Discografía

### Álbumes
- OK KO (LP, Polygram, 1980)
- É Demais (LP, Polygram, 1981)

### Recopilatorios
- Doce 1979-1987  (Polygram, 1986)
- O Melhor de 2 Doce/Gemini  (Universal, 2001)
- 15 anos Depois (Universal, 2002)
- Doce Mania (Uiversal, 2003)
- A Arte e a Música - Doce (Universal, 2004)

### Sencillos
- Amanhã de Manhã/Depois de Ti (Single, Polygram, 1980)
- Doce/Um Beijo Só (Single, Polygram, 1980)
- OK KO/Doce Caseiro (Single, Polygram, 1980)
- Ali-Bábá (Um Homem das Arábias)/Jingle Tónico (Single, Polygram, 1981)
- É Demais/Dói-dói (Single, Polygram, 1981)
- Bem Bom/Perfumada (Single, Polygram, 1982)
- For The Love Of Conchita/Choose Again (Single, Polygram, 1982)
- Starlight/Stepping Stone (Single, Polygram, 1983)
- Quente, Quente, Quente/Eu e o meu namorado (Single, Polygram, 1984)
- O Barquinho da Esperança/A história do barquinho (Single, Polygram, 1984)